# Sachiro Toshima
Sachiro Toshima (født 26. september 1995) er en japansk fodboldspiller, som spiller for den japanske fodboldklub Albirex Niigata.